# Liste der Lieder von Frei.Wild

Bandlogo

Die folgende Liste beinhaltet alle 355 bisher veröffentlichten Lieder der italienischen Deutschrock-Band Frei.Wild aus Südtirol in alphabetischer Reihenfolge, inklusive Länge, Album und Erscheinungsjahr. (Ohne Live-Versionen)

## #
| Titel                                                                      | Länge | Album                                | Jahr |
| -------------------------------------------------------------------------- | ----- | ------------------------------------ | ---- |
| 15 Jahre mit Euch, 15 Jahre zusammen, 15 Jahre Frei.Wild                   | 04:26 | 15 Jahre Deutschrock & SKAndale      | 2016 |
| 15 Jahre mit euch, 15 Jahre zusammen, 15 Jahre Frei.Wild (Country Version) | 03:39 | 15 Jahre Deutschrock & SKAndale      | 2016 |
| 20 Jahre Seite an Seite                                                    | 03:47 | 20 Jahre – Wir schaffen Deutsch.Land | 2021 |
| 1860                                                                       | 03:15 | Wo die Sonne wieder lacht            | 2003 |

## A
| Titel                                                     | Länge | Album                                | Jahr |
| --------------------------------------------------------- | ----- | ------------------------------------ | ---- |
| Aids                                                      | 03:46 | Wo die Sonne wieder lacht            | 2003 |
| Akzeptierter Faschist                                     | 03:25 | Opposition                           | 2015 |
| Alarm im Proberaum                                        | 03:42 | 20 Jahre – Wir schaffen Deutsch.Land | 2021 |
| Alkohol                                                   | 03:16 | Mensch oder Gott                     | 2004 |
| Alle Menschen sind gleich                                 | 04:08 | Corona Tape II - Attacke ins Glück   | 2020 |
| Allein nach vorne                                         | 03:41 | Gegengift                            | 2010 |
| Allein nach vorne (Akustik Version)                       | 04:21 | Still                                | 2013 |
| Allein, ohne dich, bei dir                                | 04:08 | Opposition                           | 2015 |
| Allein, ohne dich, bei dir (Akustik Version)              | 04:47 | Still II                             | 2019 |
| Alles, alles was mir fehlt                                | 03:28 | Corona Quarantäne Tape               | 2020 |
| Alles auf Offbeat                                         | 04:32 | 20 Jahre – Wir schaffen Deutsch.Land | 2021 |
| Alles Liebe kommt von Schmerzen                           | 03:29 | Rivalen und Rebellen (Single)        | 2017 |
| Alles um uns ist still                                    | 04:39 | Opposition                           | 2015 |
| Altes neues Leben                                         | 04:13 | Gegengift                            | 2010 |
| Antiwillkommen                                            | 03:27 | Rivalen und Rebellen                 | 2017 |
| Arschloch                                                 | 03:50 | Mitten ins Herz                      | 2006 |
| Arschtritt                                                | 03:55 | Hart am Wind                         | 2009 |
| Attacke ins Glück                                         | 03:36 | Corona Tape II - Attacke ins Glück   | 2020 |
| Auf ein nie wieder Wiedersehen                            | 03:59 | Rivalen und Rebellen                 | 2018 |
| Auf einen Neuanfang                                       | 03:09 | Gegengift                            | 2010 |
| Auf los nichts los (Sonst dicke Hose und die Fresse groß) | 02:49 | Opposition                           | 2015 |
| Auf zum Schwur                                            | 04:03 | Rivalen und Rebellen                 | 2018 |
| Auge um Auge, Zahn um Zahn                                | 03:15 | Opposition                           | 2015 |
| Aus dem Film unserer Geschichte                           | 03:50 | Rivalen und Rebellen                 | 2018 |
| Aus Traum wird Wirklichkeit                               | 04:22 | Feinde deiner Feinde                 | 2012 |

## B
| Titel                              | Länge | Album                               | Jahr |
| ---------------------------------- | ----- | ----------------------------------- | ---- |
| Betteln vs. Batteln                | 03:33 | Rivalen und Rebellen                | 2018 |
| Bilder und Narben, meine Memoiren  | 04:04 | Gegengift 10 Jahre Jubiläumsedition | 2011 |
| Bin kein Held, aber Mensch bin ich | 03:49 | 15 Jahre Deutschrock & SKAndale     | 2016 |
| Bis zum Ende der Welt              | 04:01 | Rivalen und Rebellen – Live + More  | 2018 |
| Blinde Völker wie Armeen           | 04:10 | Still II                            | 2019 |
| Böse und gemein                    | 03:37 | Gegen alles, gegen nichts           | 2008 |
| B.O.U.L.                           | 02:35 | Mensch oder Gott                    | 2004 |
| Brixen                             | 02:58 | Mitten ins Herz                     | 2006 |
| Brüderlein, zum Wohl               | 02:39 | Eines Tages                         | 2002 |

## C
| Titel                   | Länge | Album                              | Jahr |
| ----------------------- | ----- | ---------------------------------- | ---- |
| Ciao Bella, Ciao        | 04:08 | Corona Tape II - Attacke ins Glück | 2020 |
| Corona Weltuntergang    | 03:19 | Corona Quarantäne Tape             | 2020 |
| Corona Weltuntergang V2 | 03:19 | Corona Quarantäne Tape             | 2020 |
| Coup de Pied au Cul     | 03:52 | Still                              | 2013 |

## D
| Titel                                                     | Länge | Album                                        | Jahr |
| --------------------------------------------------------- | ----- | -------------------------------------------- | ---- |
| Dafür sind Freunde da                                     | 03:05 | Unendliches Leben (Single)                   | 2012 |
| Daheim                                                    | 03:04 | Hart am Wind                                 | 2009 |
| Das Beste für die Besten                                  | 04:00 | Feinde deiner Feinde Gold-Edition            | 2013 |
| Das Feuer in mir, das Feuer in dir                        | 04:36 | Herz schlägt Herz (Single)                   | 2017 |
| Das Land der Vollidioten                                  | 03:44 | Mitten ins Herz                              | 2006 |
| Das Land der Vollidioten (Akustik Version)                | 04:16 | Still                                        | 2013 |
| Das Land der Vollidioten (Neuaufnahme)                    | 03:44 | Hart am Wind                                 | 2009 |
| Das Leben, das kein Toter wählt                           | 04:35 | Opposition                                   | 2015 |
| Das was wir lieben und wofür wir leben                    | 04:14 | Rivalen und Rebellen – Live + More           | 2018 |
| Dein zweites Leben                                        | 04:06 | Wo die Sonne wieder lacht                    | 2003 |
| Der aufrechte Weg                                         | 04:29 | Mitten ins Herz                              | 2006 |
| Der aufrechte Weg (Neuaufnahme)                           | 04:34 | Hart am Wind Festival Edition                | 2010 |
| Der Gast in deinem Geist                                  | 08:44 | Mach dich auf (Single)                       | 2012 |
| Der Horizont weist uns die Richtung                       | 04:44 | Gegengift 10 Jahre Jubiläumsedition          | 2011 |
| Der König ist tot, es lebe der König                      | 02:52 | 20 Jahre – Wir schaffen Deutsch.Land         | 2021 |
| Der Lüge ein Gebet                                        | 03:44 | Opposition                                   | 2015 |
| Der Staat vergibt, dein Gewissen nicht                    | 04:01 | Feinde deiner Feinde                         | 2012 |
| Der Teufel trägt Geweih                                   | 03:33 | Rivalen und Rebellen – Live + More           | 2018 |
| Der Teufel trägt Geweih (Akustik Version)                 | 04:07 | Still II                                     | 2019 |
| Der Tod, er holt uns alle                                 | 03:08 | Gegen alles, gegen nichts                    | 2008 |
| Des Schicksals Schmied                                    | 03:11 | Gegengift 10 Jahre Jubiläumsedition          | 2011 |
| Deutschrock ist Leidenschaft                              | 04:44 | Mach dich auf (Single)                       | 2012 |
| Die Band, die Wahrheit bringt                             | 04:11 | Opposition                                   | 2015 |
| Die Gedanken sie sind frei                                | 04:00 | Gegengift                                    | 2010 |
| Die Hölle schenkte uns das Licht                          | 03:13 | Gegengift                                    | 2010 |
| Die Liebe mich zu hassen                                  | 03:18 | Die Liebe mich zu hassen (Single)            | 2019 |
| Die nur nach fremden Sünden fischen                       | 03:39 | Corona Tape II - Attacke ins Glück           | 2020 |
| Die Welt brennt                                           | 03:38 | Gegengift                                    | 2010 |
| Die Zeit vergeht                                          | 04:07 | Gegengift                                    | 2010 |
| Die Zeit vergeht (Akustik Version)                        | 04:07 | Still                                        | 2013 |
| Diese Nacht will nicht meine Nacht sein                   | 03:44 | Rivalen und Rebellen                         | 2018 |
| Diese Nacht will nicht meine Nacht sein (Akustik Version) | 04:04 | Still II                                     | 2019 |
| Diesen Schuh musst du dir nicht anziehen                  | 04:09 | Hart am Wind                                 | 2009 |
| Dieses Jahr holen wir uns den Pokal                       | 03:40 | Hart am Wind Festival Edition                | 2010 |
| Dieses Jahr holen wir uns den Pokal (Karaoke Version)     | 03:40 | Dieses Jahr holen wir uns den Pokal (Single) | 2010 |
| Du bist sie (die Einzige für mich)                        | 04:55 | Opposition                                   | 2015 |
| Du hast uns dein Herz geschenkt                           | 04:25 | Rivalen und Rebellen – Live + More           | 2018 |
| Du kriegst nicht eine Sekunde zurück                      | 03:41 | Rivalen und Rebellen                         | 2018 |

## E
| Titel                                                         | Länge | Album                                | Jahr |
| ------------------------------------------------------------- | ----- | ------------------------------------ | ---- |
| Ebbe und Flut                                                 | 03:54 | Feinde deiner Feinde                 | 2012 |
| Echo, Platin und Gold                                         | 03:59 | 20 Jahre – Wir schaffen Deutsch.Land | 2021 |
| Echte Männer halten stand                                     | 03:31 | Und ich war wieder da (Single)       | 2018 |
| Ein erster stiller Gruß (Still-Intro)                         | 01:19 | Still                                | 2013 |
| Ein letztes lautes Auf Wiedersehen (Still-Outro)              | 01:32 | Still                                | 2013 |
| Ein zweiter stiller Gruß (Still II-Intro)                     | 01:36 | Still II                             | 2019 |
| Eine Freundschaft, eine Liebe, eine Familie                   | 03:24 | Opposition                           | 2015 |
| Eine Freundschaft, eine Liebe, eine Familie (Akustik Version) | 04:02 | Still II                             | 2019 |
| Eines Tages (Akustik Version)                                 | 04:32 | Still                                | 2013 |
| Eines Tages (Neuaufnahme)                                     | 03:59 | Hart am Wind                         | 2009 |
| Eines Tages (R.I.P. Roffler + Alex)                           | 03:48 | Eines Tages                          | 2002 |
| Einsame Töne – Intro 20 Jahre Frei.Wild                       | 02:18 | 20 Jahre – Wir schaffen Deutsch.Land | 2021 |
| Engel Der Verdammten                                          | 03:33 | Engel Der Verdammten (Single)        | 2011 |
| Engel über dem Himmel                                         | 04:17 | Corona Quarantäne Tape               | 2020 |
| Es braucht nicht viel, um glücklich zu sein                   | 03:43 | Opposition                           | 2015 |
| Es geht hier um mein Leben                                    | 04:27 | Rivalen und Rebellen                 | 2018 |
| Es gibt nicht nur den einen Weg                               | 04:41 | Still                                | 2013 |
| Es ist vorbei, es ist Geschichte                              | 04:14 | Rivalen und Rebellen                 | 2018 |
| Es ist Wahnsinn, es ist Liebe                                 | 03:43 | 20 Jahre – Wir schaffen Deutsch.Land | 2021 |
| Europa                                                        | 03:32 | Eines Tages                          | 2002 |

## F
| Titel                                                  | Länge | Album                                | Jahr |
| ------------------------------------------------------ | ----- | ------------------------------------ | ---- |
| Feinde deiner Feinde                                   | 03:14 | Feinde deiner Feinde                 | 2012 |
| Feste fallen, wie sie fallen, aber landen tun sie hart | 03:33 | Opposition                           | 2015 |
| Feuchte Augen                                          | 02:28 | Eines Tages                          | 2002 |
| Feuer, Erde, Wasser, Luft                              | 04:32 | Mitten ins Herz                      | 2006 |
| Feuer, Erde, Wasser, Luft (Akustik Version)            | 03:42 | Still                                | 2013 |
| Fick dich und verpiss dich                             | 03:53 | Rivalen und Rebellen                 | 2018 |
| Frei.Wild                                              | 02:54 | Wo die Sonne wieder lacht            | 2003 |
| Frei.Wild (Neuaufnahme)                                | 02:44 | Hart am Wind                         | 2009 |
| Frei.Wild's Ländereien                                 | 03:46 | Mitten ins Herz                      | 2006 |
| Freiheit                                               | 03:32 | Wo die Sonne wieder lacht            | 2003 |
| Freiheit (Neuaufnahme)                                 | 03:23 | Hart am Wind                         | 2009 |
| Freiheit, Freundschaft, Brüderlichkeit                 | 03:18 | 20 Jahre – Wir schaffen Deutsch.Land | 2021 |
| Freundschaft                                           | 04:11 | Wo die Sonne wieder lacht            | 2003 |
| Fühlen mit dem Herzen, sehen mit den Augen             | 03:35 | Opposition                           | 2015 |
| Für alle etwas, doch etwas mehr für mich               | 03:30 | Opposition                           | 2015 |
| Für Glaube, für Liebe, für Hoffnung                    | 03:58 | Opposition                           | 2015 |
| Für immer Anker und Flügel                             | 02:55 | Still                                | 2013 |
| Für immer für ewig unendlich                           | 04:08 | Rivalen und Rebellen                 | 2018 |

## G
| Titel                            | Länge | Album                                | Jahr |
| -------------------------------- | ----- | ------------------------------------ | ---- |
| Ganz egal wann du mich küsst     | 03:36 | Antiwillkommen (Single)              | 2017 |
| Geartete Künste hatten wir schon | 04:59 | Rivalen und Rebellen                 | 2018 |
| Gebt mir meine Pappe wieder      | 04:32 | Hart am Wind                         | 2009 |
| Geile Heimat                     | 04:40 | Corona Tape II - Attacke ins Glück   | 2020 |
| Geld                             | 02:52 | Wo die Sonne wieder lacht            | 2003 |
| Gipfelstürmer                    | 03:59 | 20 Jahre – Wir schaffen Deutsch.Land | 2021 |
| Gladiator und Draufgänger        | 04:26 | Corona Tape II - Attacke ins Glück   | 2020 |
| Glückes Schmiedes Dieb           | 03:47 | Still II                             | 2019 |
| Gratissäufer                     | 02:28 | Mensch oder Gott                     | 2004 |
| Gutmensch ärgere Dich nicht      | 03:36 | Rivalen und Rebellen                 | 2018 |
| Gutmenschen und Moralapostel     | 03:24 | Feinde deiner Feinde                 | 2012 |

## H
| Titel                                | Länge | Album                                | Jahr |
| ------------------------------------ | ----- | ------------------------------------ | ---- |
| Hab keine Angst                      | 03:52 | Opposition                           | 2015 |
| Hab keine Angst (Akustik Version)    | 04:06 | Still II                             | 2019 |
| Halbstark, laut und jung             | 03:47 | 20 Jahre – Wir schaffen Deutsch.Land | 2021 |
| Halt deine Schnauze                  | 04:24 | Gegen alles, gegen nichts            | 2008 |
| Halt deine Schnauze (Neuaufnahme)    | 04:24 | Hart am Wind                         | 2009 |
| Hand aufs Herz                       | 03:19 | Feinde deiner Feinde                 | 2012 |
| Hart am Wind                         | 03:27 | 15 Jahre Deutschrock & SKAndale      | 2016 |
| Harte Zeiten                         | 03:41 | Mitten ins Herz                      | 2006 |
| Heile mich, heile dich               | 03:51 | 20 Jahre – Wir schaffen Deutsch.Land | 2021 |
| Heimat                               | 03:08 | Mensch oder Gott                     | 2004 |
| Heimat im Herzen und Neuland im Blut | 03:37 | 20 Jahre – Wir schaffen Deutsch.Land | 2021 |
| Heiße Kälte                          | 04:19 | Still                                | 2013 |
| Hey, ich lebe noch                   | 03:16 | Rivalen und Rebellen                 | 2018 |
| Herz schlägt Herz                    | 04:03 | Rivalen und Rebellen                 | 2017 |
| Herz schlägt Herz (Akustik Version)  | 04:12 | Herz schlägt Herz (Single)           | 2017 |
| Hier geboren und doch verloren       | 03:31 | Feinde deiner Feinde                 | 2012 |
| Hier rein da raus Freigeist          | 03:41 | Corona Quarantäne Tape               | 2020 |
| Hoch hinaus                          | 03:00 | Gegengift                            | 2010 |
| Hoher Flug, tiefer Fall              | 03:27 | Opposition                           | 2015 |
| Hör, was dein Herz dir sagt          | 03:41 | Opposition                           | 2015 |
| Hupensong                            | 04:06 | Hart am Wind Festival Edition        | 2010 |

## I
| Titel                                           | Länge | Album                                | Jahr |
| ----------------------------------------------- | ----- | ------------------------------------ | ---- |
| Ich                                             | 02:31 | Mensch oder Gott                     | 2004 |
| Ich baue mir ein Denkmal                        | 05:09 | 20 Jahre – Wir schaffen Deutsch.Land | 2021 |
| Ich bin bereit                                  | 03:17 | Gegengift                            | 2010 |
| Ich bin neu, ich fange an                       | 03:56 | Opposition                           | 2015 |
| Ich bin nicht heilig                            | 03:48 | Rivalen und Rebellen                 | 2018 |
| Ich bleib daheim                                | 02:52 | Eines Tages                          | 2002 |
| Ich denk an euch zurück                         | 03:30 | Gegen alles, gegen nichts            | 2008 |
| Ich folge nur mir selbst                        | 04:22 | Ich folge nur mir selbst (Single)    | 2013 |
| Ich helf dir auf                                | 03:11 | Hart am Wind                         | 2009 |
| Ich lache über dich                             | 04:17 | Mitten ins Herz                      | 2006 |
| Ich und mein Scheiss                            | 03:52 | Corona Tape II - Attacke ins Glück   | 2020 |
| Ich weiß wer ich war                            | 04:15 | Corona Quarantäne Tape               | 2020 |
| Ich werde mich jetzt nicht ändern               | 04:15 | 20 Jahre – Wir schaffen Deutsch.Land | 2021 |
| Ich will dich irgendwann verlieren              | 04:26 | Opposition                           | 2015 |
| Im Auftrag der Welt                             | 02:54 | Rivalen und Rebellen                 | 2018 |
| Im Auftrag der Welt (Akustik Version)           | 03:02 | Still II                             | 2019 |
| Im Auge des Sturms                              | 03:44 | Rivalen und Rebellen (Single)        | 2017 |
| Im Sturm, wo unsere Fahnen stehen               | 04:19 | Opposition                           | 2015 |
| Im Zweifel nicht für Dich                       | 03:35 | 15 Jahre Deutschrock & SKAndale      | 2016 |
| Immer höher hinaus                              | 03:48 | Gegen alles, gegen nichts            | 2008 |
| Immer höher hinaus (Akustik Version)            | 04:06 | Still                                | 2013 |
| Immer höher hinaus (Neuaufnahme)                | 03:48 | Hart am Wind                         | 2009 |
| Immer nur nach vorne                            | 03:44 | Gegengift                            | 2010 |
| Imola                                           | 05:13 | Wo die Sonne wieder lacht            | 2003 |
| In 8 Minuten um die Welt                        | 03:48 | Rivalen und Rebellen                 | 2018 |
| In der Mitte stehe ich                          | 03:56 | 20 Jahre – Wir schaffen Deutsch.Land | 2021 |
| Intro (Gegen alles, gegen nichts)               | 01:38 | Gegen alles, gegen nichts            | 2008 |
| Intro (Gegengift)                               | 02:06 | Gegengift 10 Jahre Jubiläumsedition  | 2011 |
| Intro (Mensch oder Gott)                        | 01:07 | Mensch oder Gott                     | 2004 |
| Intro (Opposition)                              | 01:36 | Opposition                           | 2015 |
| Irgendwann                                      | 03:19 | Mensch oder Gott                     | 2004 |
| Irgendwer steht dir zur Seite                   | 03:37 | Gegen alles, gegen nichts            | 2008 |
| Irgendwer steht dir zur Seite (Akustik Version) | 03:52 | Still                                | 2013 |
| Irgendwer steht dir zur Seite (Neuaufnahme)     | 03:37 | Hart am Wind                         | 2009 |
| It's a Good Day for a Good Day                  | 03:54 | Still II                             | 2019 |

## J
| Titel             | Länge | Album                                | Jahr |
| ----------------- | ----- | ------------------------------------ | ---- |
| Joanna an der Bar | 03:33 | 20 Jahre – Wir schaffen Deutsch.Land | 2021 |
| Junge mach weiter | 04:33 | Gegen alles, gegen nichts            | 2008 |

## K
| Titel                                     | Länge | Album                              | Jahr |
| ----------------------------------------- | ----- | ---------------------------------- | ---- |
| Kein Zoll zurück                          | 04:36 | Rivalen und Rebellen               | 2018 |
| Keine Angst vor Liebe                     | 03:58 | Rivalen und Rebellen               | 2018 |
| Keine Lüge reicht je bis zur Wahrheit     | 03:45 | Still II                           | 2019 |
| Kick Ass vs. Arschtritt (Akustik Version) | 05:02 | Still                              | 2013 |
| Kick Ass vs. Arschtritt 2012              | 03:56 | Still                              | 2013 |
| Krieg in mir                              | 04:31 | Rivalen und Rebellen – Live + More | 2018 |
| Krieger des Lichts                        | 03:01 | Feinde deiner Feinde               | 2012 |

## L
| Titel                             | Länge | Album                              | Jahr |
| --------------------------------- | ----- | ---------------------------------- | ---- |
| Lass dein Leben niemals los       | 03:47 | Feinde deiner Feinde Gold-Edition  | 2013 |
| Lass dich gehen                   | 03:27 | Opposition                         | 2015 |
| Lassen wir die Welt nicht allein  | 03:28 | Corona Tape II - Attacke ins Glück | 2020 |
| Lauf deinem Traum nicht hinterher | 03:10 | Feinde deiner Feinde Gold-Edition  | 2013 |
| Liebe und Licht                   | 04:14 | Rivalen und Rebellen – Live + More | 2018 |
| LUAA - Rock’n Opposition          | 03:52 | Opposition                         | 2015 |
| Lügen und nette Märchen           | 03:57 | Still                              | 2013 |

## M
| Titel                                           | Länge | Album                                  | Jahr |
| ----------------------------------------------- | ----- | -------------------------------------- | ---- |
| Mach das Beste draus                            | 03:23 | Mensch oder Gott                       | 2004 |
| Mach das Beste draus (Neuaufnahme)              | 03:23 | Hart am Wind Festival Edition          | 2010 |
| Mach dich auf                                   | 03:51 | Feinde deiner Feinde                   | 2012 |
| Macht euch endlich alle platt                   | 03:25 | Macht euch endlich alle platt (Single) | 2017 |
| Macht euch endlich alle platt (Akustik Version) | 03:47 | Still II                               | 2019 |
| Mal Heimweh, mal Fernweh                        | 04:01 | Gegen alles, gegen nichts              | 2008 |
| Mal sind mal waren wir mal                      | 04:08 | Feinde deiner Feinde Gold-Edition      | 2013 |
| Manche Dinge brauchen Zeit                      | 04:54 | Opposition                             | 2015 |
| Medley, still, unverzerrt und hart besaitet     | 05:11 | Still                                  | 2013 |
| Mehr als 1000 Worte                             | 03:28 | Gegengift                              | 2010 |
| Mehr als 1000 Worte (Akustik Version)           | 03:46 | Still                                  | 2013 |
| Mehr als eine Sünde                             | 04:04 | 20 Jahre – Wir schaffen Deutsch.Land   | 2021 |
| Mein Lachen, Dein Leiden                        | 03:52 | 15 Jahre Deutschrock & SKAndale        | 2016 |
| Mein Leben, meine Geschichte, meine Lehre       | 03:13 | Gegen alles, gegen nichts              | 2008 |
| Meine Augen durch deine Augen                   |       | Corona Tape II - Attacke ins Glück     | 2020 |
| Melodien der Zeit - Preludio                    | 04:39 | 15 Jahre Deutschrock & SKAndale        | 2016 |
| Mensch oder Gott                                | 03:39 | Mensch oder Gott                       | 2004 |
| Mimimuttersöhnchen                              | 04:05 | Rivalen und Rebellen                   | 2018 |
| Miss America                                    | 03:42 | Rivalen und Rebellen                   | 2018 |
| Mit dem Herz eines Adlers                       |       | Corona Tape II - Attacke ins Glück     | 2020 |
| Morgen wird alles besser                        | 04:14 | Opposition                             | 2015 |

## N
| Titel                                                     | Länge | Album                                | Jahr |
| --------------------------------------------------------- | ----- | ------------------------------------ | ---- |
| Nehmen und nichts geben                                   | 04:19 | Gegengift 10 Jahre Jubiläumsedition  | 2011 |
| Nennt es Zufall, nennt es Plan                            | 03:00 | Feinde deiner Feinde                 | 2012 |
| Nicht dein Tag                                            | 04:36 | Gegengift                            | 2010 |
| Nicht zu viel denken und einfach machen                   | 04:05 | Rivalen und Rebellen                 | 2018 |
| Nicht zu viel denken und einfach machen (Akustik Version) | 04:03 | Still II                             | 2019 |
| Nichts kommt schlimmer als erwartet                       | 04:45 | Opposition                           | 2015 |
| Niemand                                                   | 03:24 | Hart am Wind                         | 2009 |
| Niemand (Akustik Version)                                 | 03:39 | Still                                | 2013 |
| Nimm mich mit                                             | 04:49 | Opposition (Jubiläums Vinyl-Auflage) | 2016 |
| Noch lange nicht unser Ende                               | 03:13 | Rivalen und Rebellen – Live + More   | 2018 |
| Nur Arschlöcher um mich herum                             | 04:35 | Engel Der Verdammten (Single)        | 2011 |
| Nur das Leben                                             | 03:20 | Mensch oder Gott                     | 2004 |
| Nur das Leben in Freiheit                                 | 05:57 | Corona Quarantäne Tape               | 2020 |
| Nur Dumme sagen ja und Amen                               | 03:39 | Feinde deiner Feinde                 | 2012 |
| Nur Gott richtet mich                                     | 03:16 | Corona Tape II - Attacke ins Glück   | 2020 |
| Nur Lieder die das Herz berühren                          | 04:01 | 20 Jahre – Wir schaffen Deutsch.Land | 2021 |
| Nur so sieht Freundschaft aus                             | 04:19 | Antiwillkommen (Single)              | 2017 |

## O
| Titel                         | Länge | Album                     | Jahr |
| ----------------------------- | ----- | ------------------------- | ---- |
| Oft bekriegt, nie besiegt     | 03:23 | Feinde deiner Feinde      | 2012 |
| Ohne dich kann ich nicht sein | 03:43 | Gegen alles, gegen nichts | 2008 |

## P
| Titel               | Länge | Album                              | Jahr |
| ------------------- | ----- | ---------------------------------- | ---- |
| Planet voller Affen | 04:02 | Corona Tape II - Attacke ins Glück | 2020 |

## R
| Titel                        | Länge | Album                                        | Jahr |
| ---------------------------- | ----- | -------------------------------------------- | ---- |
| Rache muss sein              | 03:16 | Eines Tages                                  | 2002 |
| Renne, brenne, Himmelstürmer | 04:30 | Corona Quarantäne Tape                       | 2020 |
| Rivalen und Rebellen         | 03:45 | Rivalen und Rebellen                         | 2017 |
| Rookies and Kings            | 03:19 | 20 Jahre – Wir schaffen Deutsch.Land         | 2021 |
| Rückgrat und Moral           | 03:40 | Dieses Jahr holen wir uns den Pokal (Single) | 2010 |

## S
| Titel                                                           | Länge | Album                                | Jahr |
| --------------------------------------------------------------- | ----- | ------------------------------------ | ---- |
| Schau nach oben                                                 | 03:45 | Rivalen und Rebellen                 | 2018 |
| Scheissegal - La vida loca                                      | 03:39 | Scheissegal - La vida loca (Single)  | 2014 |
| Schenkt uns Dummheit, kein Niveau                               | 03:33 | Gegengift                            | 2010 |
| Schenkt uns Dummheit, kein Niveau (Akustik Version)             | 03:50 | Still                                | 2013 |
| Schlagzeile groß - Hirn zu klein                                | 04:15 | Feinde deiner Feinde Gold-Edition    | 2013 |
| Schlauer als der Rest                                           | 03:04 | Gegengift 10 Jahre Jubiläumsedition  | 2011 |
| Schmerz der Phantasie                                           | 03:27 | Mensch oder Gott                     | 2004 |
| Schrei auf schrei laut                                          | 04:03 | Rivalen und Rebellen                 | 2018 |
| Schwarz & weiß                                                  | 03:42 | Mitten ins Herz                      | 2006 |
| Schwarz & Weiß (Neuaufnahme)                                    | 03:41 | Hart am Wind Festival Edition        | 2010 |
| Schwarze Rosen                                                  | 03:29 | 20 Jahre – Wir schaffen Deutsch.Land | 2021 |
| Schwarzer Septemberregen                                        | 03:42 | 20 Jahre – Wir schaffen Deutsch.Land | 2021 |
| Sei du dein Lieblingslied                                       | 04:51 | Corona Tape II - Attacke ins Glück   | 2020 |
| Sein oder nicht sein                                            | 03:49 | Opposition                           | 2015 |
| Selig oder Sünder                                               | 03:37 | Opposition                           | 2015 |
| She Kicked You out of Her Life                                  | 03:52 | Still                                | 2013 |
| Sie hat dir nen Arschtritt gegeben                              | 03:52 | Gegen alles, gegen nichts            | 2008 |
| Sie hot dir a Poor in Orsch gschtoassen                         | 03:52 | Still                                | 2013 |
| Sie müssen es nicht wissen                                      | 03:11 | Rivalen und Rebellen                 | 2018 |
| Sieg und Sorgen                                                 | 03:08 | 20 Jahre – Wir schaffen Deutsch.Land | 2021 |
| Sieger stehen da auf, wo Verlierer liegen bleiben               | 03:11 | Gegen alles, gegen nichts            | 2008 |
| Sieger stehen da auf, wo Verlierer liegen bleiben (Neuaufnahme) | 03:13 | Hart am Wind Festival Edition        | 2010 |
| Sommerland                                                      | 03:33 | Still II                             | 2019 |
| Sonne und Sterne                                                | 04:08 | Feinde deiner Feinde Gold-Edition    | 2013 |
| Sorgenleer                                                      | 05:15 | Rivalen und Rebellen                 | 2018 |
| Spirit of 96                                                    | 03:58 | Corona Quarantäne Tape               | 2020 |
| Stille Nacht                                                    | 05:12 | Stille Nacht (Single)                | 2013 |
| Steine deiner Mauer                                             | 04:05 | Feinde deiner Feinde                 | 2012 |
| Sternenstaub                                                    | 04:27 | Rivalen und Rebellen                 | 2018 |
| Stück für Stück                                                 | 03:41 | Hart am Wind                         | 2009 |
| Südtirol                                                        | 03:50 | Wo die Sonne wieder lacht            | 2003 |
| Südtirol (Neuaufnahme)                                          | 03:50 | Hart am Wind                         | 2009 |
| Südtirol (Volksmusik-Version)                                   | 03:32 | Still                                | 2013 |

## T
| Titel                             | Länge | Album                                | Jahr |
| --------------------------------- | ----- | ------------------------------------ | ---- |
| Tausche Glück gegen Tränen        | 03:51 | Rivalen und Rebellen – Live + More   | 2018 |
| Te Dio una Patada en El Culo      | 03:53 | Still                                | 2013 |
| Terror                            | 02:50 | Eines Tages                          | 2002 |
| The Land of Bloody Fucking Idiots | 03:30 | Still                                | 2013 |
| The World Goes Down               | 04:14 | 15 Jahre Deutschrock & SKAndale      | 2016 |
| Ti Ha Dato un Calcio in Culo      | 03:52 | Still                                | 2013 |
| Tot und doch am Leben             | 03:18 | Feinde deiner Feinde (Single)        | 2012 |
| Tritt dir selber in den Arsch     | 03:19 | Gegengift 10 Jahre Jubiläumsedition  | 2011 |
| Trotzdem weitergehen              | 04:20 | 20 Jahre – Wir schaffen Deutsch.Land | 2021 |

## U
| Titel                                                        | Länge | Album                                | Jahr |
| ------------------------------------------------------------ | ----- | ------------------------------------ | ---- |
| Über Leichen gehen                                           | 03:47 | 20 Jahre – Wir schaffen Deutsch.Land | 2021 |
| Unbrechbar                                                   | 04:33 | Rivalen und Rebellen                 | 2018 |
| Und ich war wieder da                                        | 03:43 | Rivalen und Rebellen                 | 2018 |
| Und ich war wieder da (Akustik Version)                      | 03:48 | Still II                             | 2019 |
| Unendliches Leben                                            | 04:46 | Feinde deiner Feinde                 | 2012 |
| Unendliches Leben (Akustik Version)                          | 04:23 | Still                                | 2013 |
| Unrecht bleibt Unrecht                                       | 04:36 | Unrecht Bleibt Unrecht (Single)      | 2016 |
| Unser Wille unser Weg                                        | 03:48 | Gegengift                            | 2010 |
| Unterwegs                                                    | 03:32 | Hart am Wind                         | 2009 |
| Unvergessen, unvergänglich, lebenslänglich                   | 03:39 | Opposition                           | 2015 |
| Unvergessen, unvergänglich, lebenslänglich (Akustik Version) | 03:35 | Still II                             | 2019 |

## V
| Titel                                              | Länge | Album                                | Jahr |
| -------------------------------------------------- | ----- | ------------------------------------ | ---- |
| Verbietet meine Freunde                            | 03:47 | 20 Jahre – Wir schaffen Deutsch.Land | 2021 |
| Verbotene Liebe, verbotener Kuss                   | 03:53 | Rivalen und Rebellen                 | 2018 |
| Verbotene Liebe, verbotener Kuss (Akustik Version) | 04:04 | Still II                             | 2019 |
| Verbrecher, Verlierer, Stalin und der Führer       | 03:13 | 20 Jahre – Wir schaffen Deutsch.Land | 2021 |
| Verdammte Welt                                     | 03:30 | Still                                | 2013 |
| Vergangener Schmerz bricht kein gebrochenes Herz   | 04:31 | Rivalen und Rebellen                 | 2018 |
| Vergiss mein nicht, vermisse mich                  | 04:51 | 20 Jahre – Wir schaffen Deutsch.Land | 2021 |
| Voll                                               | 03:21 | Mensch oder Gott                     | 2004 |
| Volle Kanne                                        | 02:34 | Wo die Sonne wieder lacht            | 2003 |
| Volle Pulle in die Fresse dieser Zeit              | 03:21 | Rivalen und Rebellen                 | 2018 |
| Völkerrecht                                        | 03:34 | Rivalen und Rebellen                 | 2018 |
| Vom Regen in die Traufe                            | 03:50 | Gegen alles, gegen nichts            | 2008 |
| Von der Wiege bis zur Bar                          | 03:44 | Rivalen und Rebellen                 | 2018 |
| Vor uns die Sündflut                               | 03:35 | Und ich war wieder da (Single)       | 2018 |
| Vorne liegt der Horizont                           | 03:29 | Feinde deiner Feinde                 | 2012 |

## W
| Titel                                                  | Länge | Album                                | Jahr |
| ------------------------------------------------------ | ----- | ------------------------------------ | ---- |
| Wahr oder gelogen                                      | 03:11 | Mensch oder Gott                     | 2004 |
| Wahr oder gelogen (Neuaufnahme)                        | 02:45 | Hart am Wind                         | 2009 |
| Wahre Helden sind nicht zähmbar                        | 03:01 | Rivalen und Rebellen – Live + More   | 2018 |
| Wahre Werte                                            | 04:37 | Gegengift                            | 2010 |
| Was dann kommt werden wir sehen                        | 03:14 | 20 Jahre – Wir schaffen Deutsch.Land | 2021 |
| Was du liebst lass frei                                | 04:43 | Still                                | 2013 |
| Wecke deinen Helden auf                                | 03:48 | Corona Tape II - Attacke ins Glück   | 2020 |
| Weder Gott weder die Hölle                             | 04:06 | Feinde deiner Feinde Gold-Edition    | 2013 |
| Weil du mich nur verarscht hast                        | 03:25 | Gegengift                            | 2010 |
| Weil du mich nur verarscht hast (Akustik Version)      | 03:42 | Still                                | 2013 |
| Weil ihr gerne Kriege führt                            | 04:09 | Opposition                           | 2015 |
| Weil kein Krieg für ewig ist                           | 03:46 | Rivalen und Rebellen                 | 2018 |
| Weiter immer weiter                                    | 04:46 | Mitten ins Herz                      | 2006 |
| Weiter immer weiter (Akustik Version)                  | 03:54 | Still                                | 2013 |
| Weiter immer weiter (Neuaufnahme)                      | 04:46 | Hart am Wind                         | 2009 |
| Wenn die Erinnerung erwacht                            | 04:04 | Opposition                           | 2015 |
| Wenn mein Licht erlischt                               | 04:28 | Rivalen und Rebellen                 | 2018 |
| Wer nichts weiß, wird alles glauben                    | 03:52 | Feinde deiner Feinde                 | 2012 |
| Wer weniger schläft, ist länger wach                   | 03:47 | Feinde deiner Feinde                 | 2012 |
| Wer weniger schläft, ist länger wach (Akustik Version) | 03:40 | Still                                | 2013 |
| Wer wenn nicht wir LUAA                                | 03:29 | 20 Jahre – Wir schaffen Deutsch.Land | 2021 |
| Wie Asche am Boden                                     | 04:59 | Rivalen und Rebellen                 | 2018 |
| Wie ein schützender Engel                              | 04:07 | Opposition                           | 2015 |
| Wie oft soll'n wir dir's noch sagen?                   | 04:18 | Mitten ins Herz                      | 2006 |
| Willig, sexy und perfekt                               | 03:56 | 15 Jahre Deutschrock & SKAndale      | 2016 |
| Wir brechen eure Seelen                                | 04:20 | Opposition                           | 2015 |
| Wir brechen eure Seelen (Akustik Version)              | 04:38 | Still II                             | 2019 |
| Wir bringen alle um                                    | 03:39 | Rivalen und Rebellen                 | 2018 |
| Wir gegen alle                                         | 03:36 | Feinde deiner Feinde                 | 2012 |
| Wir gehen Dir ewig auf die Eier                        | 03:16 | Corona Quarantäne Tape               | 2020 |
| Wir gehen wie Bomben auf euch nieder                   | 03:03 | Feinde deiner Feinde                 | 2012 |
| Wir reiten in den Untergang (Akustik Version)          | 04:30 | Still                                | 2013 |
| Wir reiten in den Untergang                            | 04:21 | Feinde deiner Feinde                 | 2012 |
| Wir sagen Danke für all die ganzen Jahre               | 04:03 | Gegengift 10 Jahre Jubiläumsedition  | 2011 |
| Wir schaffen Deutsch.Land                              | 03:28 | 20 Jahre – Wir schaffen Deutsch.Land | 2021 |
| Wir sind Gegenliebe                                    | 04:00 | Rivalen und Rebellen – Live + More   | 2018 |
| Wir sind viele                                         | 03:37 | 15 Jahre Deutschrock & SKAndale      | 2016 |
| Wir sind viele (Akustik Version)                       | 04:05 | Still II                             | 2019 |
| Wirklich so im Arsch                                   | 04:40 | 20 Jahre – Wir schaffen Deutsch.Land | 2021 |
| Wo die Sonne wieder lacht                              | 02:42 | Wo die Sonne wieder lacht            | 2003 |
| Wo nur die Besten thronen                              | 04:04 | Still II                             | 2019 |
| Wo geht es hin, wo bleiben wir stehen                  | 03:56 | Corona Quarantäne Tape               | 2020 |
| Wochenendsparty                                        | 02:51 | Eines Tages                          | 2002 |
| Wünsche, Sehnsucht und Wille                           | 03:22 | Gegengift 10 Jahre Jubiläumsedition  | 2011 |

## Y
| Titel                                    | Länge | Album                           | Jahr |
| ---------------------------------------- | ----- | ------------------------------- | ---- |
| Yeah, Yeah, Yeah (Darf ich bitten Lady?) | 03:43 | 15 Jahre Deutschrock & SKAndale | 2016 |
| Yeah, yeah, yeah (Akustik Version)       | 03:29 | Still II                        | 2019 |

## Z
| Titel                                  | Länge | Album                              | Jahr |
| -------------------------------------- | ----- | ---------------------------------- | ---- |
| Zeig große Eier und ihnen den Arsch    | 03:50 | Still                              | 2013 |
| Zeig mir das Land                      | 04:17 | Wo die Sonne wieder lacht          | 2003 |
| Zeit, lass mir Zeit                    | 04:51 | Opposition                         | 2015 |
| Zerschlag dein Eis des Herzens         | 03:51 | Mitten ins Herz                    | 2006 |
| Zieh mit den Göttern                   | 04:21 | Feinde deiner Feinde               | 2012 |
| Zieh mit den Göttern (2020 Version)    | 04:36 | Zieh mit den Göttern (Single)      | 2020 |
| Zieh mit den Göttern (Akustik Version) | 04:23 | Still                              | 2013 |
| Ziel                                   | 03:29 | Eines Tages                        | 2002 |
| Zu geil um wahr zu sein                | 04:34 | Rookies & Kings, Vol. 2            | 2019 |
| Zu hoch am Himmel                      | 03:23 | Gegengift                          | 2010 |
| Zufriedenheit                          | 04:07 | Mitten ins Herz                    | 2006 |
| Zum Himmel und zurück                  | 04:23 | Rivalen und Rebellen – Live + More | 2018 |
| Zusammen und vereint                   | 04:05 | Opposition                         | 2015 |
| Zusammen und vereint (Akustik Version) | 04:41 | Still II                           | 2019 |
| Zwischen allen Fronten                 | 04:13 | Rivalen und Rebellen               | 2018 |
| Zwischen Trauer, Liebe und Schmerz     | 04:21 | Feinde deiner Feinde               | 2012 |

## Coverversionen
| Titel                    | Länge | Album                  | Jahr | Original-Interpret     |
| ------------------------ | ----- | ---------------------- | ---- | ---------------------- |
| Alles auf Rausch         | 03:15 | Unsere Lieblingslieder | 2019 | Feine Sahne Fischfilet |
| Im Ascheregen            | 04:49 | Unsere Lieblingslieder | 2019 | Casper                 |
| Ruby, Light & Dark       | 03:41 | Unsere Lieblingslieder | 2019 | Broilers               |
| Schrei nach Liebe        | 04:15 | Unsere Lieblingslieder | 2019 | Die Ärzte              |
| Schüsse in die Luft      | 03:58 | Unsere Lieblingslieder | 2019 | Kraftklub              |
| Still                    | 03:58 | Unsere Lieblingslieder | 2019 | Jupiter Jones          |
| Wir                      | 05:28 | Unsere Lieblingslieder | 2019 | K.I.Z                  |
| Wir waren hier           | 04:03 | Unsere Lieblingslieder | 2019 | Jennifer Rostock       |
| Zehn kleine Jägermeister | 04:25 | Unsere Lieblingslieder | 2019 | Die Toten Hosen        |